# Kaipara District
Kaipara District är en territoriell myndighet i regionen Northland i norra Nya Zeeland. Dargaville är administrativt centrum och distriktet hade 22 869 invånare vid folkräkningen 2018.

## Geografi
Distriktet ligger i regionen Northland. Det gränsar till Far North District i norr och i väst till Whangarei District. Kaipara Districts östra sida utgörs av kust mot Tasmanhavet och på södra sidan gränsar det till Auckland.
Större orter är Dargaville, Mangawhai, Maungaturoto, Ruawai, Matakohe, Paparoa och Kaiwaka.

## Ekonomi
Distriktets arbetskraft bestod 2013 av 5 250 anställda i 3 322 företag.
De fem största industrierna sett till antal anställda är:
- jordbruk, skogsbruk och fiske (25,3%)
- tillverkningsindustri (12,6%)
- detaljhandel (10,3%)
- utbildning (9,9%)
- hälso- och sjukvård, samt socialtjänst (6,3%)

Procenttalen anger andel av det totala antalet anställda.

## Befolkning
Vid folkräkningen 2018 hade Kaipara District 22 869 invånare, vilket utgör 0,49 % av Nya Zeelands befolkning.

### Befolkningsutveckling
| Befolkningsutvecklingen i Kaipara District 1991–2018 | Befolkningsutvecklingen i Kaipara District 1991–2018 | Befolkningsutvecklingen i Kaipara District 1991–2018 | Befolkningsutvecklingen i Kaipara District 1991–2018 | Befolkningsutvecklingen i Kaipara District 1991–2018 |
| ---------------------------------------------------- | ---------------------------------------------------- | ---------------------------------------------------- | ---------------------------------------------------- | ---------------------------------------------------- |
|                                                      |                                                      |                                                      |                                                      |                                                      |
| År                                                   |                                                      |                                                      | Folkmängd                                            |                                                      |
| 1991                                                 | 1991                                                 |                                                      | 17 049                                               |                                                      |
| 1996                                                 | 1996                                                 |                                                      | 17 370                                               |                                                      |
| 2001                                                 | 2001                                                 |                                                      | 17 457                                               |                                                      |
| 2006                                                 | 2006                                                 |                                                      | 18 135                                               |                                                      |
| 2013                                                 | 2013                                                 |                                                      | 18 963                                               |                                                      |
| 2018                                                 | 2018                                                 |                                                      | 22 869                                               |                                                      |
|                                                      |                                                      |                                                      |                                                      |                                                      |